# 류보미르 보베프스키
류보미르 니콜로프 하지스토야노프 보베프스키(불가리아어: Любомир николов Хаджистоянов Бобевски, 1878년 11월 9일~1960년 1월 1일)는 불가리아의 시인이자 저술가로서 군가인 오 도브루자의 땅이여(불가리아어: О, Добруджански край 오, 도브루잔스끼 끄라이)를 작사한 사람이다.

## 학력
- 소피아 대학교 문학사 (문헌학 전공)

## 주요 작품
- 오페라 게르가나(불가리아어: Гергана), 1917년
- 불가리아 공군 군가 로딘 레치(불가리아어: Родни летци)
- 음악 서유즈니치 - 라즈보이니치(불가리아어: Съюзници – разбойници)
- 군가 오 도브루자의 땅이여(불가리아어: О, Добруджански край 오, 도브루잔스끼 끄라이) - 제1차 세계 대전 및 제2차 세계 대전 당시 불가리아군의 애창 군가였다.